# Convento de Santa Marta (Córdoba)
El convento de Santa Marta es el monasterio de clausura más antiguo de Córdoba (España). Se encuentra en la calle Santa Marta y pertenece a la rama femenina de la Orden de San Jerónimo. Llamada también iglesia del Cinamomo, por un árbol de igual nombre que hay cerca de ella, surgió a partir de un beaterio del siglo XV, estableciéndose la casa llamada Corral de los Cárdenas, a la que posteriormente se añadió la Casa del Agua.
Fue inscrito como Bien de Interés Cultural en 1980. Desde 2021 el patio de acceso al convento participa en el Festival de los Patios Cordobeses.

## Historia
El origen del convento de Santa Marta se halla en un beaterio, un grupo de mujeres dedicadas a la vida religiosa, aunque sin pertenecer a ninguna orden ni someterse a ninguna regla monástica. Este beaterio se ubicó en las viviendas del denominado Corral de los Cárdenas, donado por su propietaria Catalina López de Morales en 1455. El papa Paulo II accedió a que el beaterio se adhiriera a la Orden de las Jerónimas por bula papal el 16 de septiembre de 1465. En 1468 se anexionó la denominada Casa del Agua, un palacete mudéjar perteneciente a María de Carrillo, hija del I conde de Cabra, Diego Fernández de Córdoba y Montemayor. Este hecho era habitual en Córdoba, pues numerosas órdenes religiosas comenzaron gracias a las donaciones de la aristocracia civil. Por este motivo tanto el primer conde de Cabra como el segundo se encuentran enterrados en la iglesia del convento.
La construcción de la iglesia comenzó a manos de Gonzalo Rodríguez en 1479, quien realizó una única nave cubierta por bóvedas de crucería, como todas los templos jerónimos, y, tras su fallecimiento, su hijo Hernán Ruiz I continuó las obras, terminando la nave en 1490 y la portada principal en 1511. Dicho estilo corresponde al tránsito entre el gótico y el Renacimiento, también conocido como gótico isabelino. La iglesia careció de retablo durante casi un siglo, albergando hornacinas de escasa calidad, hasta que en 1582 se alcanzó un acuerdo con el escultor Andrés de Ocampo y el pintor Baltasar del Águila, aunque el contrato no se firmó hasta el 6 de julio de 1592. Se trata de uno de los pocos retablos renacentistas que se han conservado hasta la actualidad, con ningún añadido a excepción de la imagen central de San Jerónimo del escultor Pietro Torrigiano del siglo XVI que fue añadida en 1854 tras la desamortización del monasterio de San Jerónimo de Valparaíso, a las afueras de Córdoba.

## Enterramientos
- Diego Fernández de Córdoba y Montemayor, I conde de Cabra (1410-1481).[5]
- Diego Fernández de Córdoba y Carrillo de Albornoz, II conde de Cabra (1438-1487).[4]